# Гавронцы
Гавронцы (укр. Гавронці) — село в Стасовском сельском совете (Диканьский район, Полтавская область, Украина), в котором располагалась одноимённая усадьба Шереметевых. 
Код КОАТУУ — 5321084902. Население по переписи 2001 года составляло 69 человек.

## Географическое положение
Село Гавронцы находится на правом берегу реки Ворскла, выше по течению на расстоянии в 1 км расположено село Слиньков Яр, ниже по течению примыкает село Петровка (Полтавский район), на противоположном берегу — село Глоды. Примыкает к селу Стаси.

## История

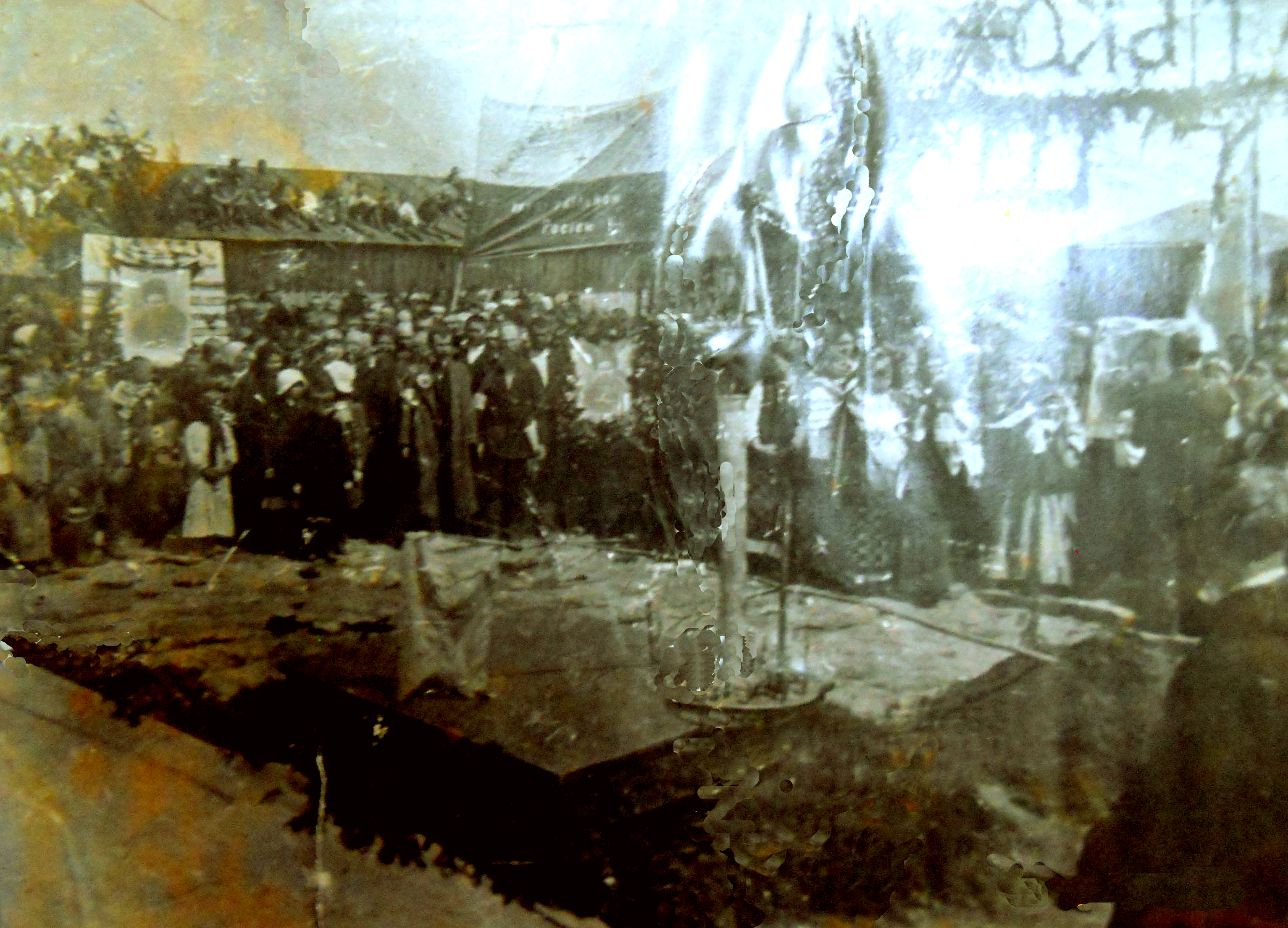
Митинг 9 марта 1917 года, во время которого борцами за свободу и независимость Украины был посажен Дуб свободы на месте памятника Александру II, установленному Кочубеем

В 1689 году на Гавронцы была выдана грамота войсковому товарищу Черняку. В 1858 году в имении Гавронцы родилась Мария Башкирцева.
На конец XIX века в селе было 186 дворов и 1047 жителей, в нём располагалась наследственная усадьба рода Шереметевых. Сюда приезжал с семьёй владелец усадьбы граф Дмитрий Шереметев.

## Интернет-ссылки
- Путешествие одного дня. Посещение Гавронцев под Полтавой Архивная копия от 3 августа 2013 на Wayback Machine